# Cheiracanthium hypocyrtum
Cheiracanthium hypocyrtum is een spinnensoort uit de familie Cheiracanthiidae.
De wetenschappelijke naam van de soort werd in 1993 gepubliceerd door Zhang & Zhu.